# Historia de Minnesota

## Los primeros pobladores
Los restos humanos más antiguos encontrados en la región datan de alrededor de 7000 a. C. Dichos restos pertenecen a un solo individuo y fueron hallados en 1933 cerca de Browns Valley, al este del estado de Minnesota, de ahí el nombre de Hombre de Browns Valley. Sin embargo se han encontrado herramientas de piedra en una colina de la población de Walker, que podrían ser datadas en 11000 o 12000 a. C., por lo que la presencia humana en la región podría ser anterior a la datada gracias a los restos del Hombre de Browns Valley.

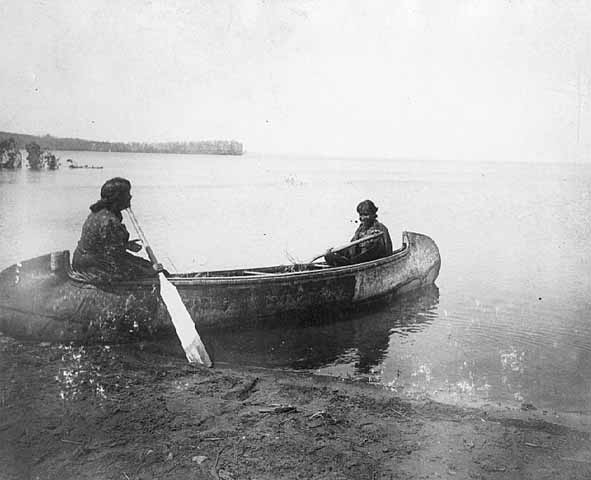
Mujer de la tribu de los Ojibwa en canoa en el Lago Leech, 1909.

Las principales muestras de una presencia humana sostenida en el territorio de Minnesota provienen de los hallazgos realizados en Bradbury Brook, unos pocos kilómetros al sur del lago Mille Lacs, en la zona centro-este del estado. En este yacimiento, nativos paleoamericanos reunieron rocas sedimentarias en forma de adoquines provenientes del lecho de arroyos o directamente de la morrena de un glaciar. En este lugar se encontró un taller lítico prácticamente intacto usado para producir rascadores, bifaces y otros instrumentos y utensilios. Los arqueólogos encontraron más de 125.000 instrumentos y herramientas talladas que fueron datadas de alrededor de 7200 a. C., las más antiguas halladas en el estado.
Posteriormente se desarrollaron redes de transporte y comercio en la región. En 1931 se encontró en el condado de Otter Tail, el cuerpo de la que se conoció como Mujer de Minnesota. La datación por radiocarbono fijó que la mujer había vivido en la región hacia aproximadamente el 6600 a. C. Entre sus restos se encontró una concha de una especie de caracol conocida como Busycon perversum, que sólo se había encontrado anteriormente en la península de la Florida.
Algunos cientos de años más tarde, el clima de la región varió sustancialmente. La mayoría de los animales de mayor tamaño como los mamuts se extinguieron, lo que provocó que los nativos se vieran obligados a cambiar su dieta alimentaria. Empezaron a recoger semillas, frutas silvestres y vegetales, y pasaron a cazar animales de menor tamaño como venados, bisontes y aves. Las herramientas e instrumentos que se han encontrado procedentes de este periodo son de menor tamaño y con una función más especializada para poder encontrar nuevas fuentes de alimento. También desarrollaron nuevas técnicas de pesca, como arpones, redes y anzuelos. Alrededor del 5000 a. C., los habitantes de los márgenes del Lago Superior fueron los primeros en el continente en fabricar herramientas de metal. El de alto contenido en cobre era trabajado martilleándolo para darle una forma tosca y era calentado posteriormente y aumentada su tenacidad. Posteriormente se lo volvía a trabajar para mejorar la forma y se recalentaba nuevamente. De esta forma podían lograrse bordes lo suficientemente afilados como para ser usados como cuchillos o puntas de astas. Tanto los minerales de cobre como las herramientas fueron intercambiados por toda la región.
Existen evidencias arqueológicas de asentamientos de nativos americanos que se remontan hasta el 3000 a. C. Los petroglifos de Jeffers encontrados cerca de la población de Jeffers, en el suroeste del estado, fueron tallados en el período arcaico de Norteamérica, datándose la mayoría de ellos entre el 1750 y 900 a. C., aunque la práctica duró unos 5.000 años, desde 3000 a. C. hasta 1700 d. C. De alrededor del año 1000 a. C. se han encontrado restos de cerámica en asentamientos que fueron usados durante un corto período. En Minnesota hay una gran cantidad de túmulos funerarios, los primeros de ellos fueron construidos alrededor del 700 a. C. por la cultura Hopewell. Posteriormente también los dakota continuaron con esta práctica que continuó hasta la llegada de los europeos, momento en el que existían alrededor de 10 000 túmulos en toda la región, sobre todo en las zonas cercanas a los ríos y lagos transitados por los nativos.

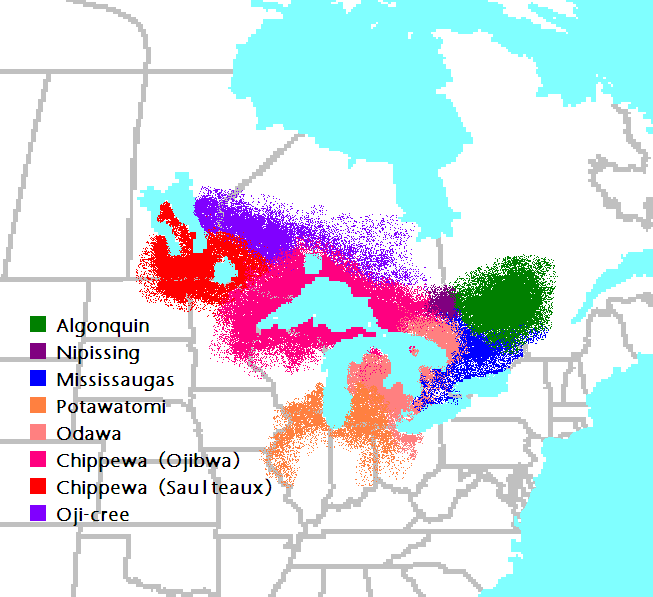
Distribución de los Ojibwa y otras tribus.

Se cree que la cultura Hopewell se desarrolló en la cuenca del río Misisipi entre los años 200 a. C. y 400 d. C. Sobre el año 800 se empezó a cultivar arroz silvestre en la zona norte y central del estado, y maíz en el sur. Tras unos pocos cientos de años, la cultura del Misisipi alcanzó la zona sur del estado, donde se formaron grandes núcleos de población. La cultura de los Dakota puede descender de la cultura del Misisipi.
En el periodo en que los primeros exploradores europeos llegaron a Minnesota, la región estaba habitada por tribus de los dakota. Otras tribus como los Ojibwa, también llamados Chippewa o Anishinaabe, empezaban a emigrar hacia el oeste del estado alrededor del 1700. La economía de estas tribus estaba basada principalmente en la caza y la recolección. También existían pequeños grupos de nativos de la tribu de los Winnebago cerca de la actual ciudad de Long Prairie, que en 1855 fueron llevados a la reserva del condado de Blue Earth.

## La llegada de los europeos
Aunque presenta gran controversia, una inscripción en una roca conocida como Kensington Runestone encontrada en una granja de Kensington, cerca de Alexandria, sugiere que un grupo de exploradores provenientes de Noruega podrían haberse internado hasta esta zona en 1362. Sin embargo, esta inscripción se suele considerar un engaño.
Los primeros contactos que pueden ser confirmados son probablemente los efectuados por los coureur des bois y exploradores franceses Pierre-Esprit Radisson y Médard Chouart des Groseilliers a finales de la década de 1650. Probablemente tomaron contacto con los indios dakota siguiendo la orilla sur del lago Superior (lo que sería el norte de Wisconsin). La orilla norte fue explorada en la década de 1660 también por exploradores franceses, entre los que se encontraba Claude-Jean Allouez, un misionero jesuita que evangelizó la zona y que en 1671 dibujó un mapa con los primeros conocimientos geográficos que los europeos tenían de la región.
Durante este tiempo, los ojibwa alcanzaron Minnesota durante su emigración hacia el oeste. Los ojibwa provenían de la región de Maine, por lo que ya tenían experiencia en el trato con mercaderes europeos, realizando tratos en los que intercambiaban pieles de animales por armas de fuego. En este periodo las tensiones entre los dakota y los ojibwa se acentuaron.
En 1671, Francia firmó un tratado con algunas tribus para permitir el comercio. Poco tiempo después, Daniel Greysolon llegó a la zona para iniciar el comercio con las tribus locales. Greysolon exploró la zona occidental del lago Superior, en las zonas cercanas a la actual Duluth (ciudad que recibe el nombre por Greysolon, señor de Luth) y al sur de esta. Greysolon contribuyó a que en 1679 los dakota y los ojibwa acordaran un tratado de paz entre las dos tribus.

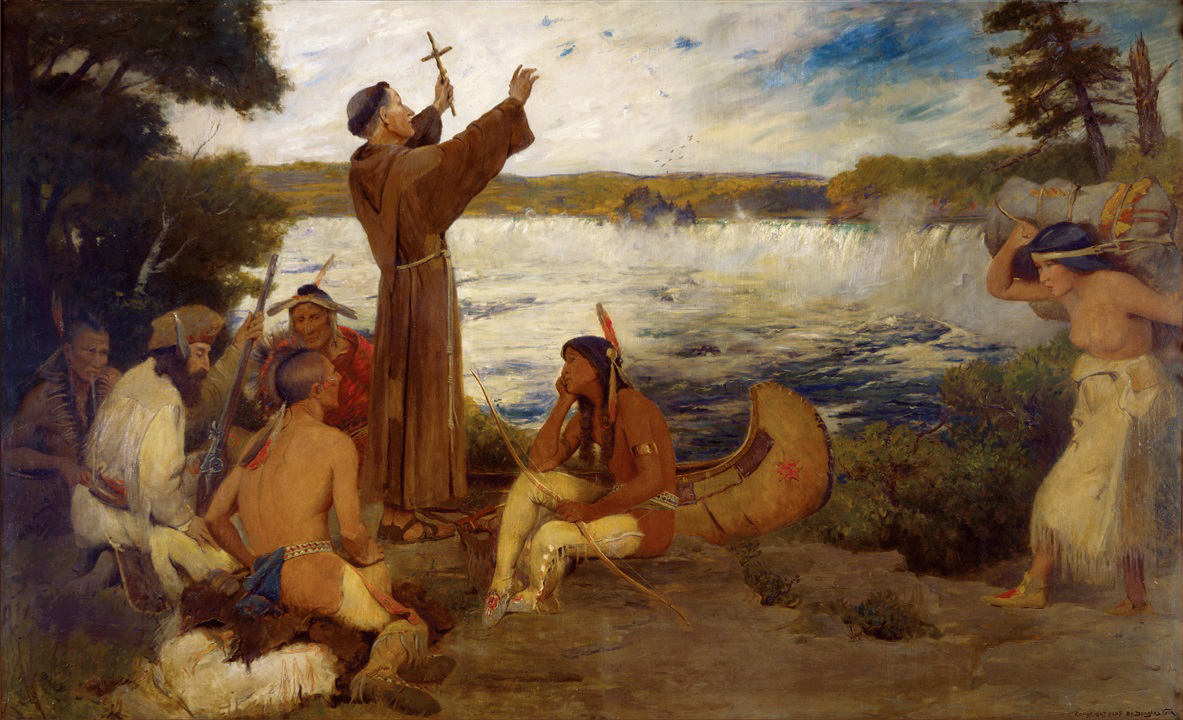
Descubrimiento de Saint Anthony Falls por Heppenin y sus compañeros.

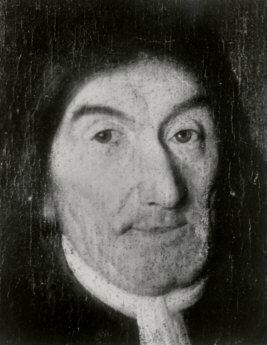
Louis Heppenin fue uno de los primeros exploradores europeos de Minnesota.

Tras la petición de Luis XIV de Francia, en 1675, los franciscanos enviaron cuatro misioneros a Nueva Francia acompañando a René Robert Cavelier de La Salle entre los que se encontraba Louis Hennepin. En 1678 La Salle partió de Fort Frontenac para explorar la parte occidental de Nueva Francia llevando consigo a Hennepin. En 1680, Hennepin junto a Michel Accault y Antoine Auguelle, también conocido como Picard du Gay, partieron de Fort Crève-coeur en busca de las fuentes del Misisipi. Durante su exploración bajaron por el río Illinois hasta llegar al Misisipi. Al llegar a Wisconsin fueron capturados por los dakota cuando remontaban el río, quienes les llevaron consigo. Durante el viaje con los nativos los tres exploradores travesaron gran parte del estado de Minnesota, cruzando el río Rum, que fue llamado por Hennepin río San Francisco en honor a san Francisco de Asís, y continuaron su marcha hasta llegar donde actualmente se encuentra Minneapolis. Las cascadas fueron bautizadas por Hennepin como cascadas de San Antonio (Saint Anthony Falls) en honor a su patrón san Antonio de Padua. También llegaron al lago Leech, donde nace el Misisipi. Posteriormente sus captores permitieron que Hennepin y Accault hicieran varios viajes de exploración dejando a Auguelle como garantía por las provisiones y armas. Permanecieron en la región tres meses hasta que fueron encontrados por un grupo de exploradores mandado por Du Luth, quien logró que los nativos liberaran a los tres exploradores, y con quien regresaron a Canadá. Tras sus experiencias en América, Hennepin regresó a Francia, donde 
escribió varias obras sobre sus viajes y descubrimientos geográficos, como Description de la Louisiane (París, 1683), en el que describió su aventura con los dakota y el descubrimiento de Saint Anthony Falls. El relato de Hennepin es exagerado ya que escribió que el agua caía entre 50 y 60 pies, cuando en realidad son 16.
Pierre-Charles Le Sueur, un comerciante de pieles francés, alcanzó Saint Anthony Falls, donde tras comerciar con las tribus locales de los dakota (Mdewankantons, Wahpetons y Wahpekutes), exploró el río Minnesota, conocido por los nativos como minisota, hasta alcanzar su confluencia con el río Blue Earth, donde encontró arcilla de color azul-verdosa. En 1700 junto con 20 hombres más regresó a la zona debido a la suposición de Alexandre L'Huillier de que debía contener cobre. En la confluencia entre los ríos Minnesota y Blue Earth construyeron Fort L'Huillier, cerca de donde se encuentra la ciudad de Mankato. Tras pasar el invierno en el fuerte, donde comerciaron pieles y otras mercancías con los nativos, y donde encontraron las praderas repletas de bisontes, regresó en 1701 a Fort Mobile para analizar la tierra de la región. Un análisis químico descartó la presencia de cobre pese al color azulado de la misma (de ahí el nombre de Blue Earth). Fort L'Huillier fue atacado por los fox y los sac, y abandonado en 1702. Sin embargo este territorio estuvo bajo control francés hasta 1803.

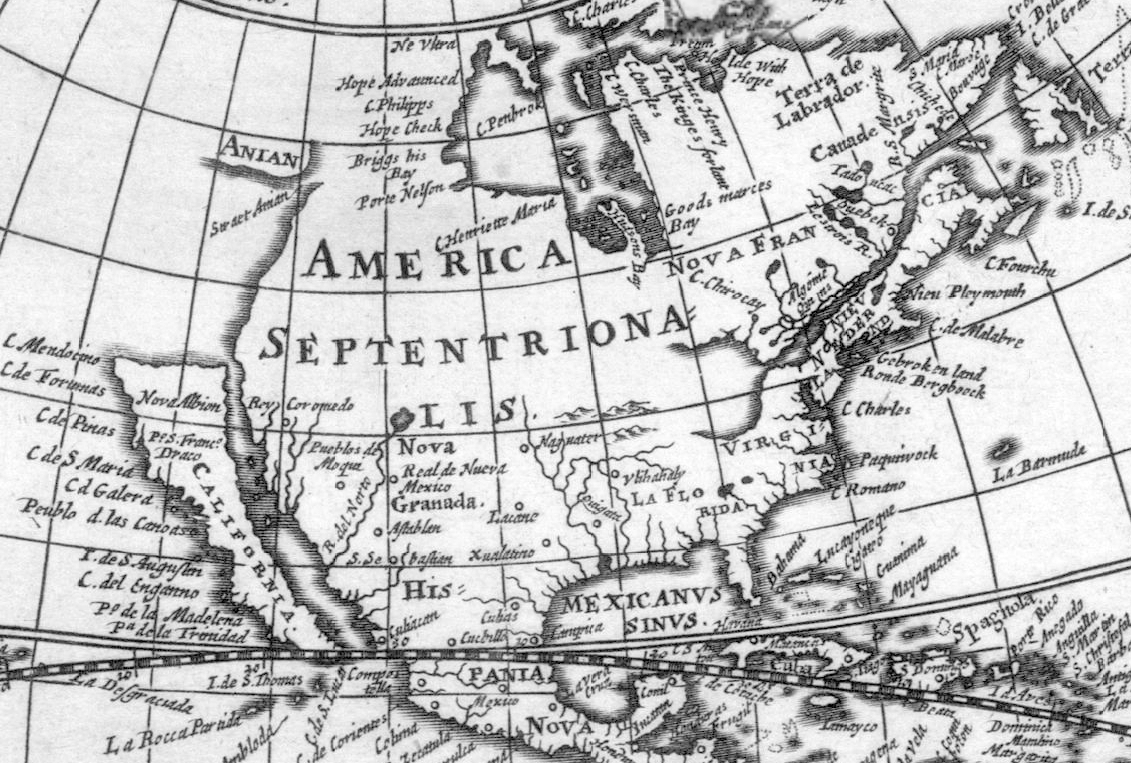
Mapa de la región de 1685 de Hugo Allard, en el que se ve el legendario estrecho de Anián.

Durante aquella época se siguió buscando un posible paso del Noroeste o estrecho de Anián, por lo que numerosos exploradores visitaron la región en busca de un mar interior. En la década de 1720, los franceses construyeron el Fuerte Beauharnois como centro para el comercio de pieles en el lago Pepin, donde se construyó la primera capilla católica de Minnesota, dedicada a san Miguel Arcángel. Tomó su nombre en honor del que era gobernador en aquella época de Nueva Francia, Charles de la Boische]], marqués de Beauharnois. Sin embargo el fuerte fue destruido y reconstruido posteriormente, siendo rebautizado como Fort La Jonquiere, en honor del nuevo gobernador, Jacques-Pierre de Taffanel de la Jonquière. Finalmente fue abandonado durante la guerra franco-india, y posteriormente se construyó la población de Wacouta Township en el mismo lugar donde se encontraba el fuerte.

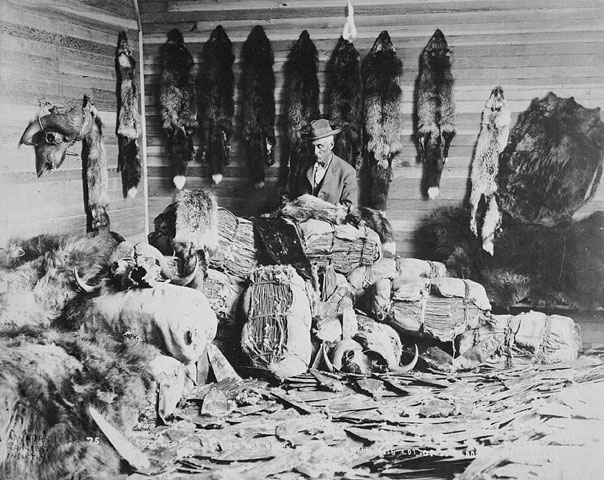
Comerciante de pieles de Alberta en la década de 1890. El comercio de pieles fue una de las principales actividades económicas de Minnesota y uno de los motivos de su colonización.

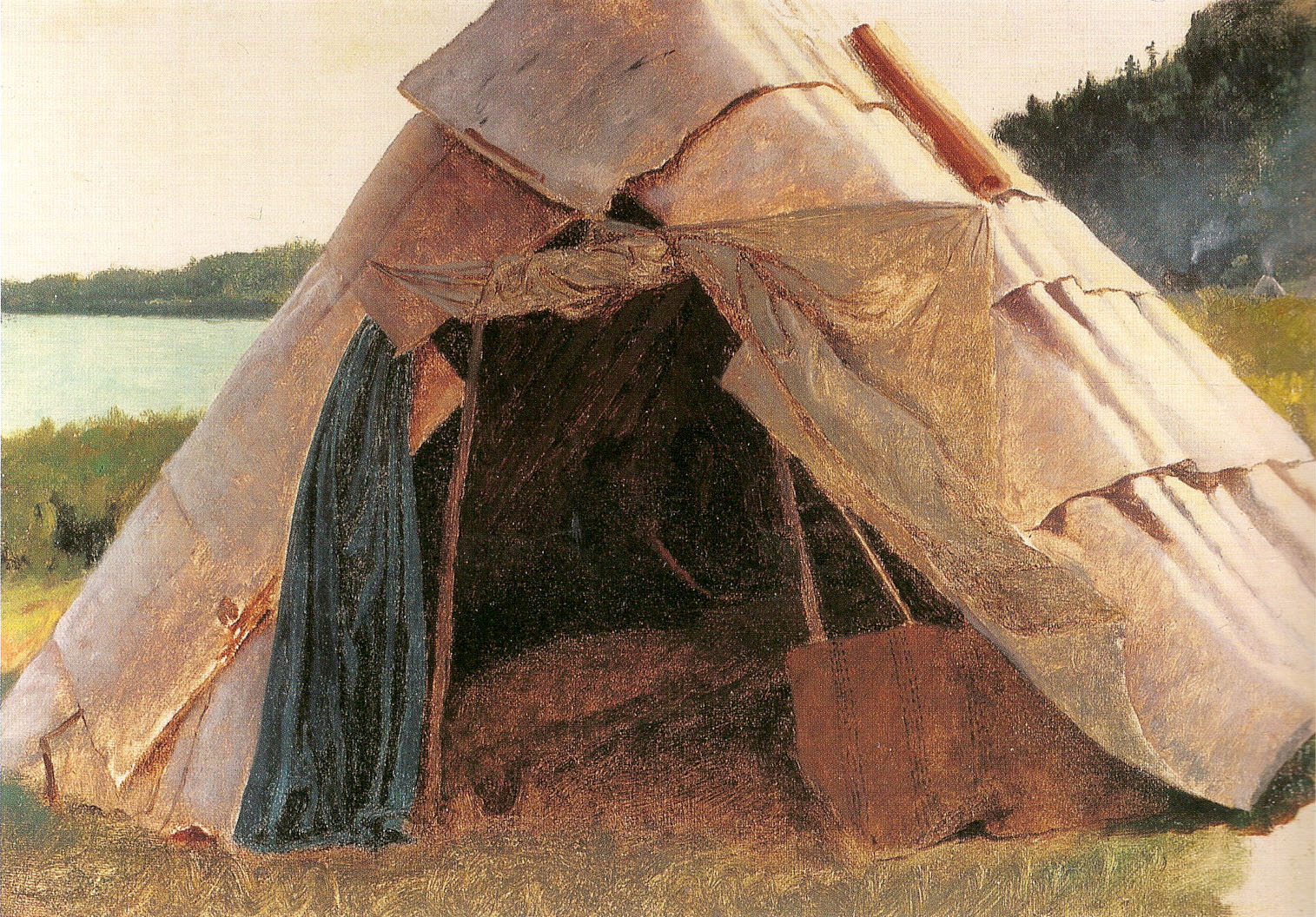
Cabaña de la tribu de los Ojibwe en el Grand Portage. Los nativos emplearon la zona como paso para sus viajes estacionales.

En 1731 Pierre La Vérendrye fue el primer europeo que consiguió cruzar el Grand Portage usando para ello un mapa dibujado sobre un trozo de corteza de abedul. El mapa había sido dibujado por Ochagach, un guía de la tribu de los assiniboine. La Vérendrye cruzó el Grand Portage creyendo que encontraría un mar que daría acceso al estrecho de Anián, pero pese a no lograr su objetivo abrió una ruta que sería seguida durante casi cien años por los comerciantes de pieles, y que ya había sido usada por los ojibwes para sus viajes estacionales. La Compañía del Noroeste, compañía para el comercio de pieles y competidora de la Compañía de la Bahía de Hudson, logró establecerse en el Grand Portage en 1783-1784. El Grand Portage se convirtió en el centro del comercio de pieles y su dominio le sirvió al Reino de Gran Bretaña para contorlar su comercio hasta la llegada de los Estados Unidos.
En 1767, un explorador de Weymouth que había servido en la milicia durante la Guerra Franco-india, de nombre Jonathan Carver, partió en una nueva expedición en busca del Océano Pacífico. El viaje le sirvió a Carver para obtener información, tanto cartográfica, como sobre los indios de la zona. Exploró la zona de Saint Anthony Falls y del río Minnesota, pero tuvieron que regresar al quedarse sin provisiones. Tras regresar a Fort Michilimackinac, Carver escribió artículos sobre el viaje, y pese a que muchos opinaron que sus historias eran un plagio, estas fueron publicadas en 1778 con el título de Travels through the Interior Parts of North America. El condado de Carver recibe su nombre en honor de este explorador.
Hasta 1818, las fértiles tierras del Valle del río Rojo fueron consideradas posesión británica y fueron sometidas a varias colonizaciones que crearon la Colonia del río Rojo (Red River Colony en inglés). Pero ese año, la Convención anglo-estadounidense establecía en su segundo artículo al paralelo 49 como frontera entre los Estados Unidos de América y las posesiones de Su Majestad el rey de Gran Bretaña e Irlanda, siendo las tierras al norte parte de Canadá y de la Corona británica, y las del sur de los Estados Unidos. Sin embargo no fue hasta 1823, cuando una expedición de reconocimiento dirigida por Stephen Harriman Long marcó la frontera según lo estipulado en el tratado. En los años 1820 varios centenares de colonos abandonaron la colonia y entraron en los Estados Unidos en lugar de ir a Canadá o Europa. La región había sido ocupada por los métis hasta mediados del siglo XVII. El Valle del río Rojo es una de las regiones de Minnesota, y el río Rojo del Norte y el río Minnesota sirvieron de fronteras para la región de Minnesota entre 1763, año del Tratado de París, y 1849, año en que Minnesota alcanzó el estatus de Territorio.